# Бой на Фэрфилдском болоте
Бой на Фэрфилдском болоте (англ. Fairfield Swamp Fight) — сражение между английскими колонистами и пекотами, произошедшее  13-го и 14 июля 1637 года во время Пекотской войны на территории современного американского города Фэрфилд. 
После Мистикской резни англичане решили захватить и уничтожить или пленить оставшихся пекотов во главе с их сахемом Сассакусом. Они собрали войско из 120 массачусетских ополченцев и 40 из Коннектикута и Сейбрука, к которому также присоединилось неизвестное количество союзных индейских воинов. Колонисты и их союзники преследовали пекотов и настигли их на побережье пролива Лонг-Айленд. В последовавшем сражении большинство пекотов были убиты или захвачены в плен. Бой завершил Пекотскую войну, в результате которой пекоты перестали существовать как автономное и суверенное племя. Сассакус и несколько воинов избежали плена и бежали к мохокам, но в начале августа были перебиты теми, у кого надеялись найти пристанище. 